# Horstdorf
Horstdorf este o comună din landul Saxonia-Anhalt, Germania.